# Csepel

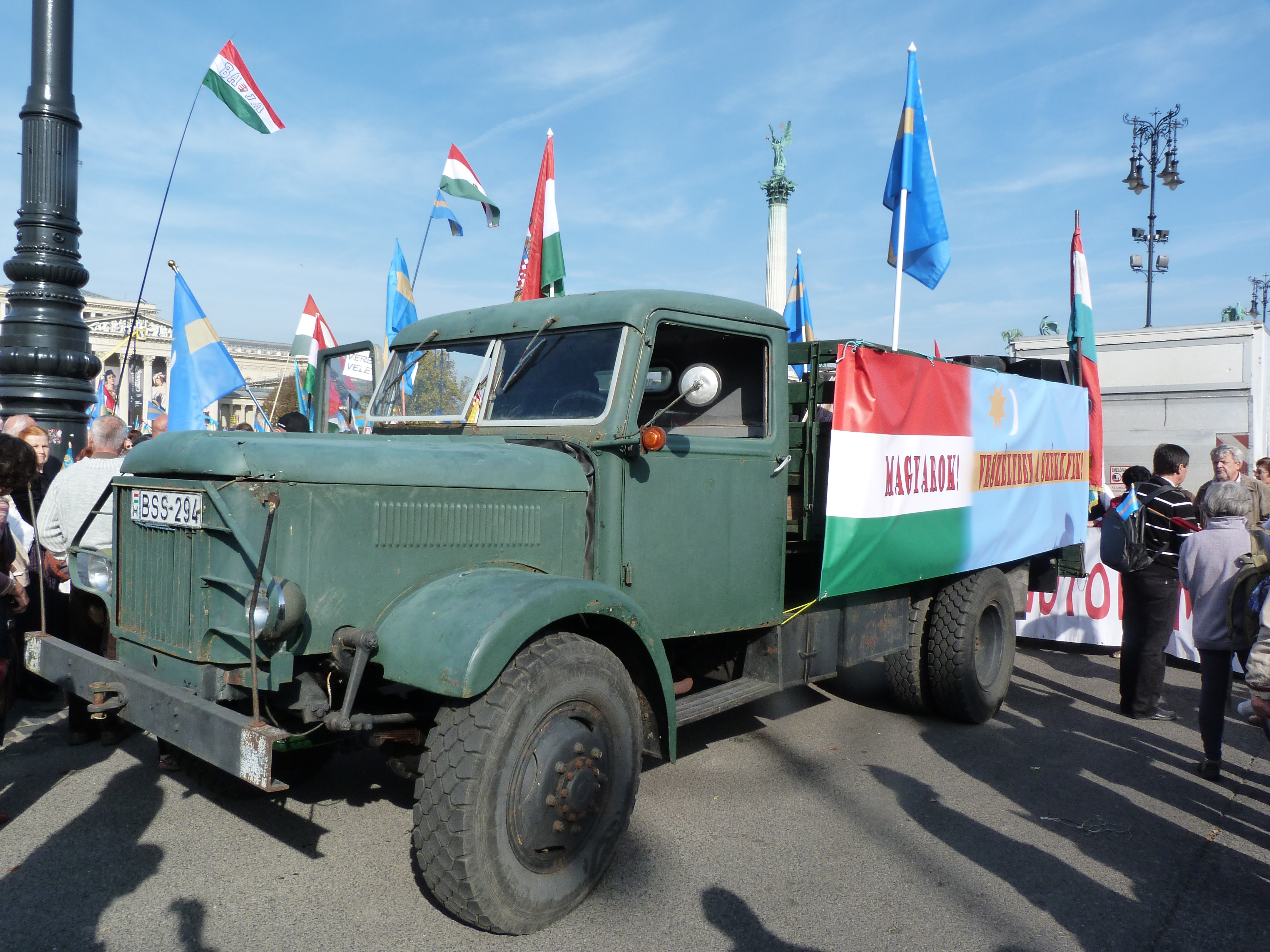
Грузовик Csepel возглавляет Большой марш Секлеров в 2013 году.

Csepel (рус. Че́пель) — венгерский производитель грузовых автомобилей, автобусных шасси и автокомпонентов (сцепления, коробок передач, рулевых механизмов).

## История компании

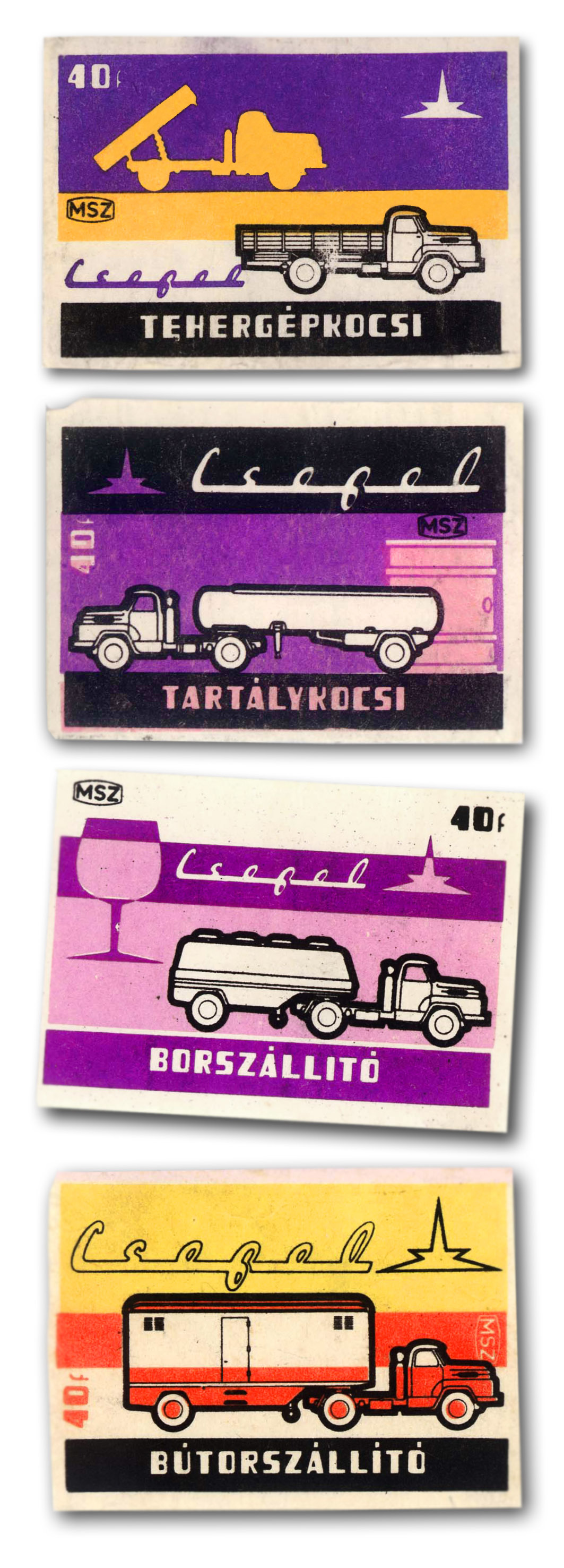
Различные грузовики Csepel на спичечных этикетках 1960-х годов.

### Предыстория
В связи с изменениями политической и экономической обстановки после Второй мировой войны правительство учитывало проблемы автомобильного транспорта. По окончании радикальных преобразований, включавших национализацию компаний, и в соответствии с положениями вновь созданного СЭВ, Венгрия сосредоточилась на производстве автобусов и грузовиков. С началом производства на вновь созданных заводах Ikarus и Csepel Auto началась новая глава в истории венгерской автомобильной промышленности.
В 1945-1948 годы, в течение первой трехлетки венгерские автомобильные и тракторные компании МАВАГ и RÁBA продолжали выпускать свой довоенный модельный ряд.
Budapest Székesfővárosi Közlekedési Részvénytársaság (рус. Будапешт Секешфёвароши Кёзлекедеши Решвенитаршашаг) (BSZKRT, в просторечии обычно называемый «Beszkárt») запросили современный дизельный двигатель и автобус. Производитель MÁVAUT также запрашивали новый тип автобуса на 30-35 человек; Министерство обороны запрашивали 1,3- и 3,5-тонные внедорожники; Министерство сельского хозяйства призывало к разработке нового типа трактора. Центр тяжелой промышленности обнаружил, что покупка иностранной лицензии позволяет быстро удовлетворить эти потребности. Были выделены три завода: Gräf & Stift (Австрия), Steyr (Австрия) и MAN (Германия).

### Начало
В 1949 году в одноимённом пригороде Будапешта на месте разрушенных в конце войны предприятий Weiss был построен крупный машиностроительный комбинат Csepel. Специализация предприятия — станкостроение, производство автомобильных компонентов, автобусных шасси, а с 1950 по 1989 годы производились грузовые автомобили. Csepel стали первыми грузовиками, производство которых было организовано недавно созданной Венгерской Народной Республике.

Первым директором завода являлся Ференцне Биро, инженер-механик, получивший высшее образование в Москве, младший брат Матиаша Ракоши. Выдержка из учредительного договора от 18 ноября 1949 года:
Национальный экономический совет в полномочиях, делегированных правительством Венгерской Народной Республики, от 3 ноября 1949 г., 322/16/1949. В своем решении № CSEPEL AUTÓGYAR решили создать национальную компанию.
а./ Зарегистрированный офис национальной компании: Budapest, V., Akadémia u. 9.
Местонахождение: Сигетсентмиклош,
b./ Предмет компании: производство автомобилей и двигателей, а также тракторных двигателей,
c./ Срок деятельности компании: бессрочный,
d./ За компанию отвечает министр тяжелой промышленности.
Первые модели грузовиков были разработаны на базе грузовиков австрийской фирмы Steyr. 21 декабря 1949 года по лицензии Steyr был построен первый 4-цилиндровый двигатель Csepel. 3 апреля 1950 года был построен первый автомобиль Csepel с двигателем собственного производства, который был испытан генеральным директором Ференцем Биро во дворе завода. В этот же период был построен ещё один грузовик Csepel D-350. В этом же году было выпущено 1666 штук. Производство моделей D-350 (дизель) и B-350 (бензин) продолжалось с 1950 по 1958 год.
С 5 по 12 сентября 1950 года 8 гоночных грузовиков Csepel D и B-350 участвовали в международных гонках на надежность и скорость, организованных Польской автомобильной ассоциацией. Венгерский Csepelek был первым, кто пришёл к финишу в 2000-километровой сложной гонке в Варшаве и занял первое место в категории дизельных двигателей, а также второе место в категории бензиновых двигателей, опередив уже известные международные бренды. Благодаря этим событиям и достигнутому результату, грузовик Csepel 350 и компания, которой едва исполнилось пять месяцев, получили международное признание.
К 1960-м годам Csepel производил бортовые грузовики и седельные тягачи (они в составе автопоездов грузоподъёмностью 10 тонн широко поставлялись в страны соцлагеря, в том числе и в СССР), шасси для автобусов «Икарус», гусеничные тягачи К800 с грузовой платформой, крановые шасси, пожарные и специальные машины.

### Период расцвета
В период с 1968 по 1975 год в СЭВ произошли структурные изменения: главной задачей Венгрии стало производство автобусов. Все производственные мощности должны были быть сфокусированы на этом. Кабины грузовиков Csepel сначала изготавливала Лаборатория работ (венг. Labor Műszeripari Művek) в Эстергоме, затем Jelcz и Star в Польше.
В 1968 году компания Rába в Дьере начала производить лицензированные двигатели MAN и грузовики Rába нового поколения.
В 1970-х годах комбинат разработал новую гамму грузовых автомобилей широко применяя кооперацию с предприятиями стран соц. лагеря и прежде всего Польши. Однако, покупка лицензии грузовых автомобилей западно-германской компании M.A.N. и производство их заводом Rába в Дьере серьёзно ударили по «Чепелю». В отличие от современных грузовиков Raba, продукция производства серьёзно устарела. С 1952 по 1975 год комбинат производил также мотоциклы марки «Паннония». Однако в связи с падением экспортного спроса на них, от их производства пришлось отказаться.

### Упадок
Производство двигателей Csepel прекратилось в 1975 году, после чего грузовики Csepel в основном производились на средства RÁBA небольшими сериями. Вместо собственных двигателей, на грузовики начинают устанавливаться производимые в Венгрии двигатели Rába-MAN. C 1975 по 1980 года на заводе так же производились шведские вездеходы Volvo C202 Laplander. За 1980-е годы объём производства тяжёлых грузовиков сократился с 3—5 тысяч до 1 тысячи единиц в год, завод практически полностью переключается на производство шасси и прочих агрегатов для «Икарусов», а грузовики собирают по заказам. С 1989 года завод полностью переключился на производство шасси и автокомпонентов.

### Последние годы
Компания, в которой к концу 1986 года работало около 10 000 человек, была ликвидирована в 1992 году из-за неплатежеспособности. К 1993 году в компании осталось 2000 сотрудников. Хотя собственные финансовые проблемы и привели к закрытию Csepel, Ikarus все ещё производил автобусы в 2016 году на трех своих заводах: в Будапеште; Секешфехерваре, медье Фейер; и Сегеде, медье Чонград.

## Успехи в автоспорте
В 2007 году грузовик D344 EZF успешно прошёл гонку Будапешт-Бамако (Мали, Африка) в категории Tour.
В 2009 году пожарная машина D420, построенная на шасси модели D344, также успешно завершила данную гонку.

## Галерея

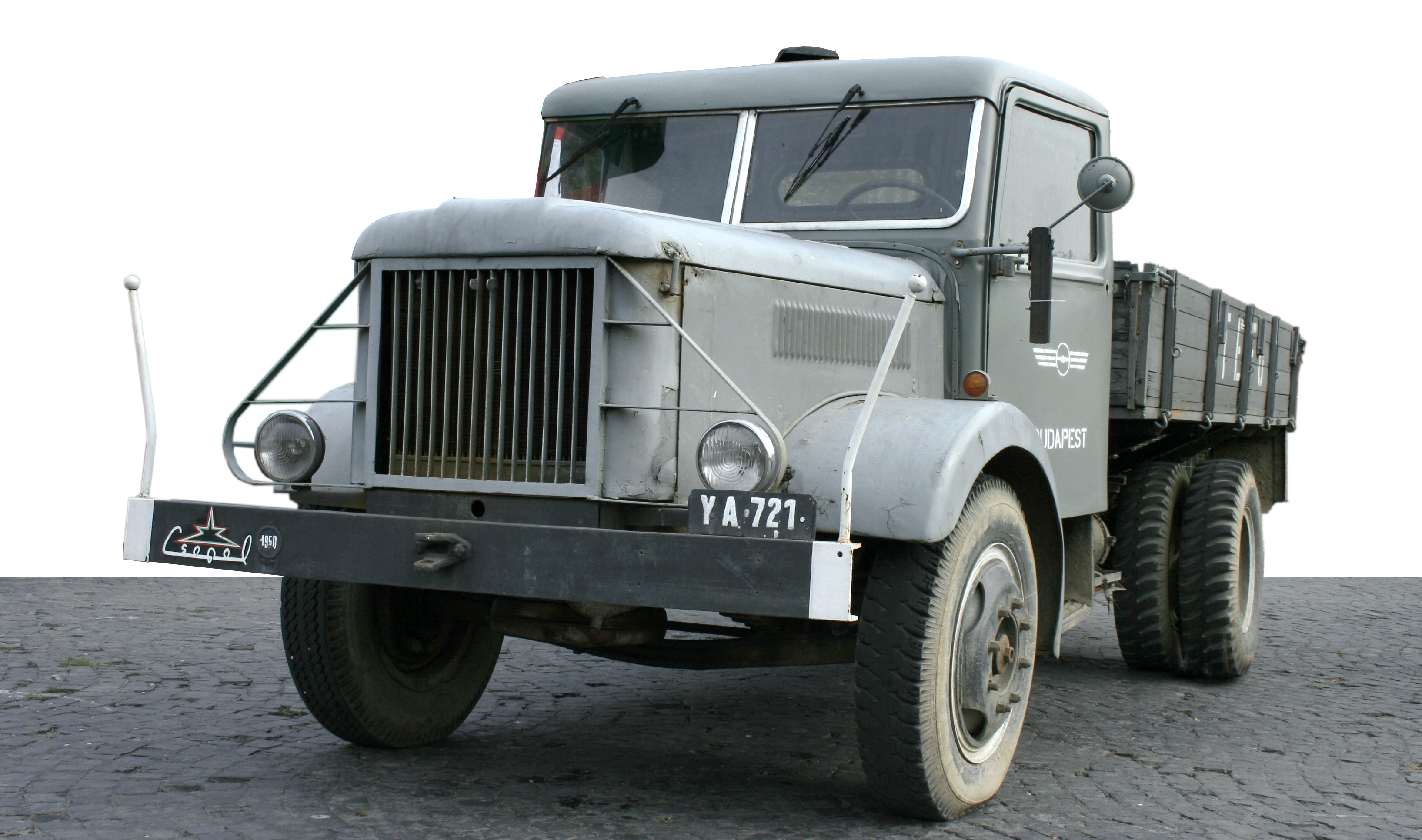
Csepel D-350 в 1955 году.
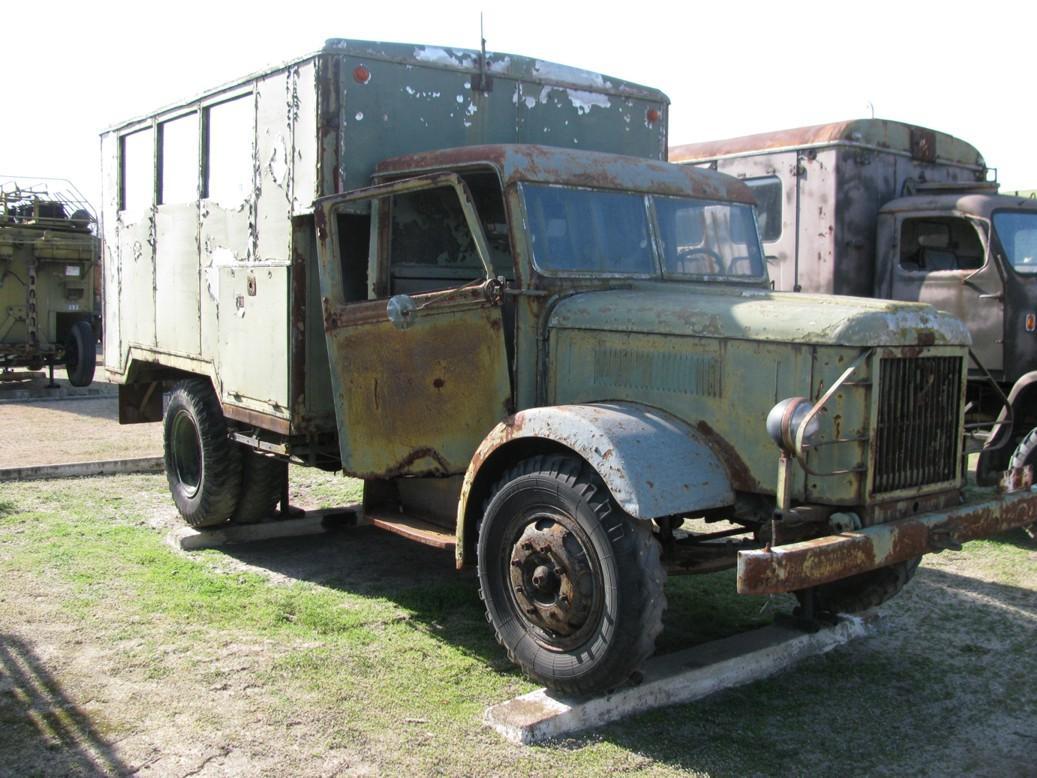
Грузовик Csepel D-350 со специальным кузовом в Военно-историческом парке Кечель (2012 год).
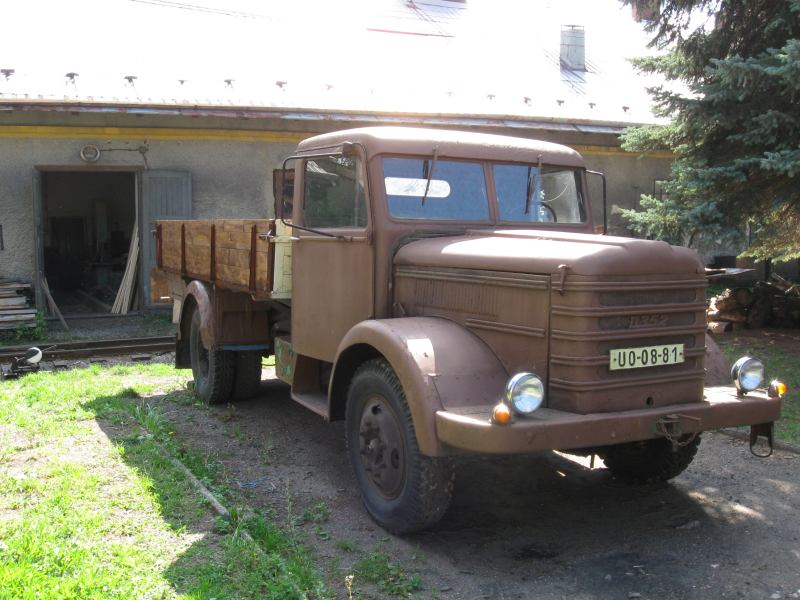
Все ещё используемый Csepel D-352 в Чехии.
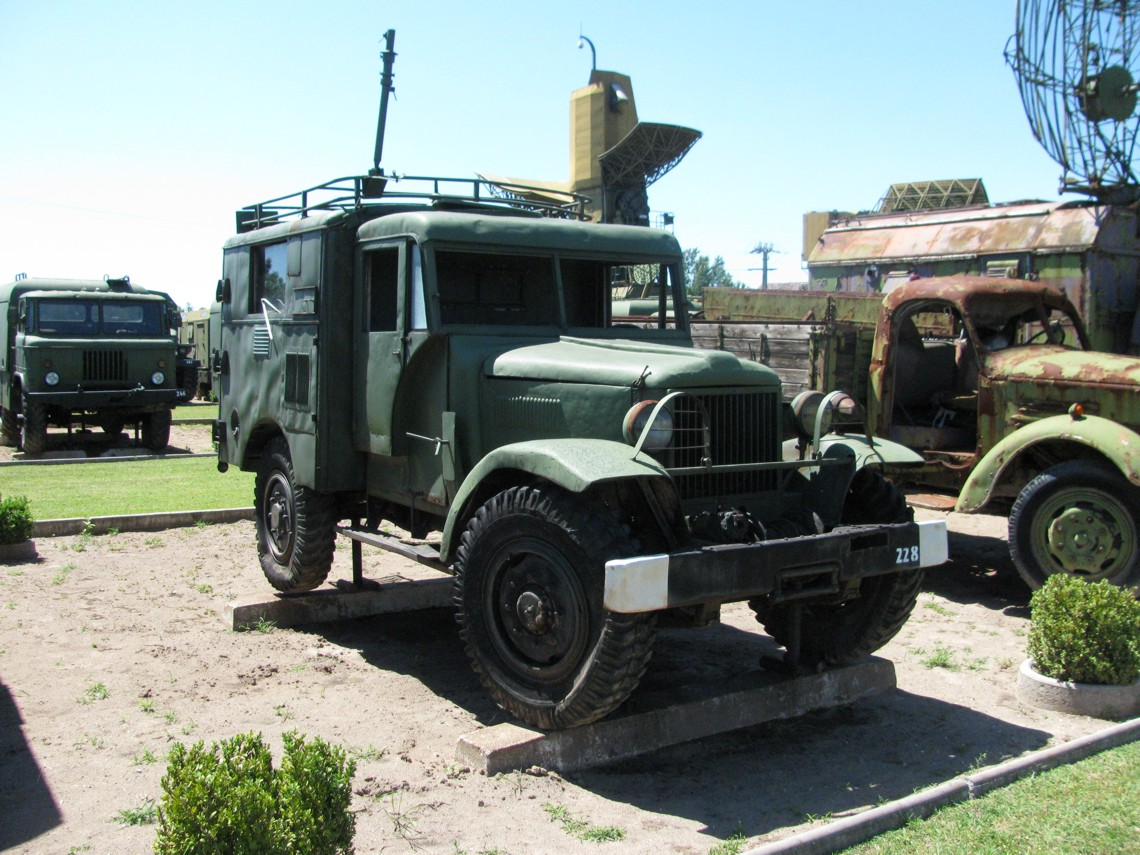
Новостной фургон Csepel 130 в Военно-историческом парке Кечель (2012 год)
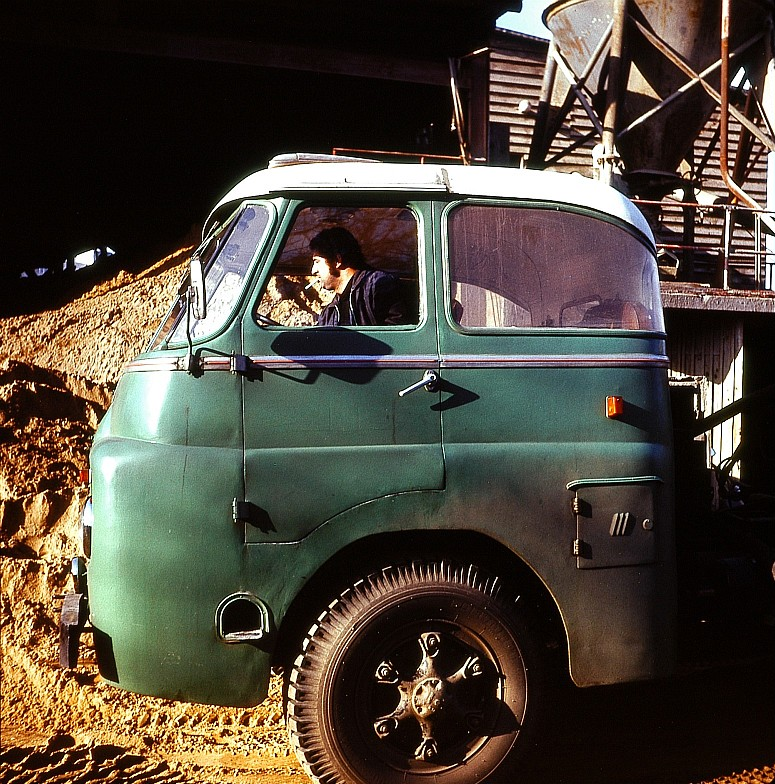
Csepel D-705 (1972 год)
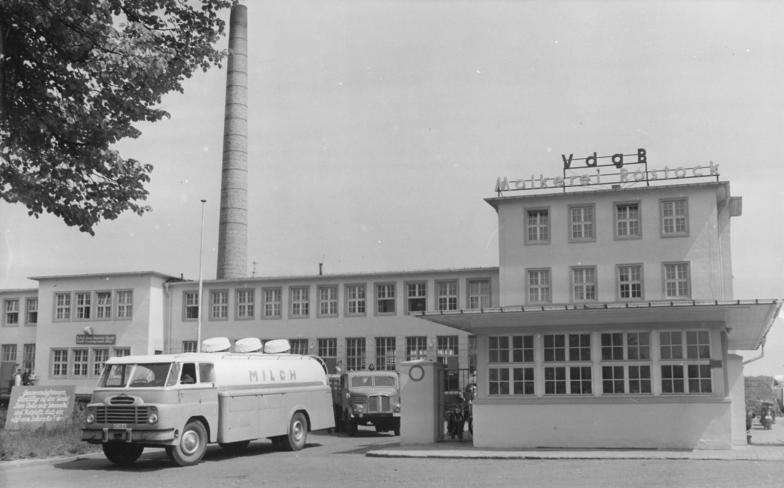
Csepel D-705 в Ростоке, бывшей ГДР (1960 год)
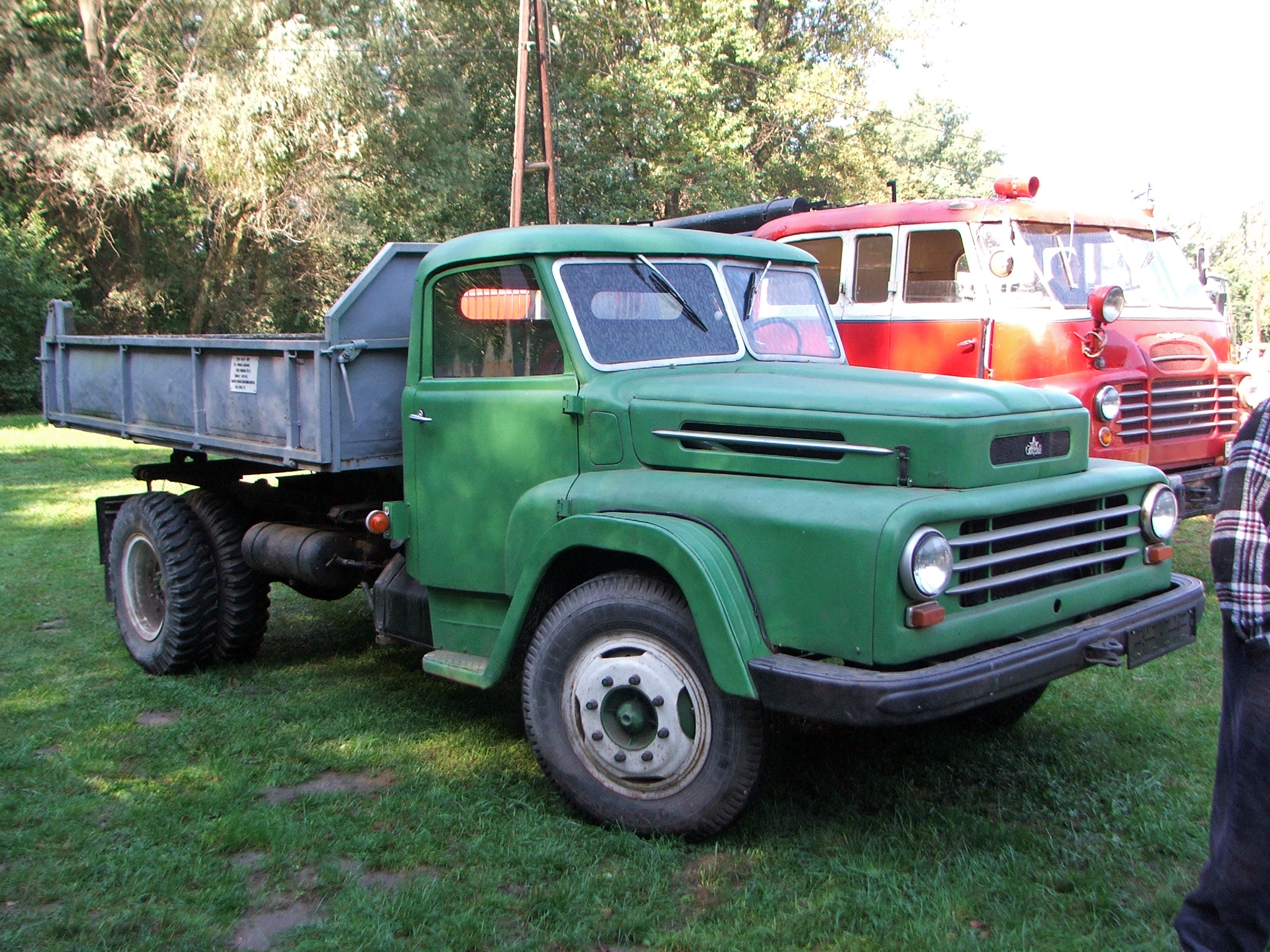
Обновленный Csepel 450, представленный Tata в сентябре 2006 года.
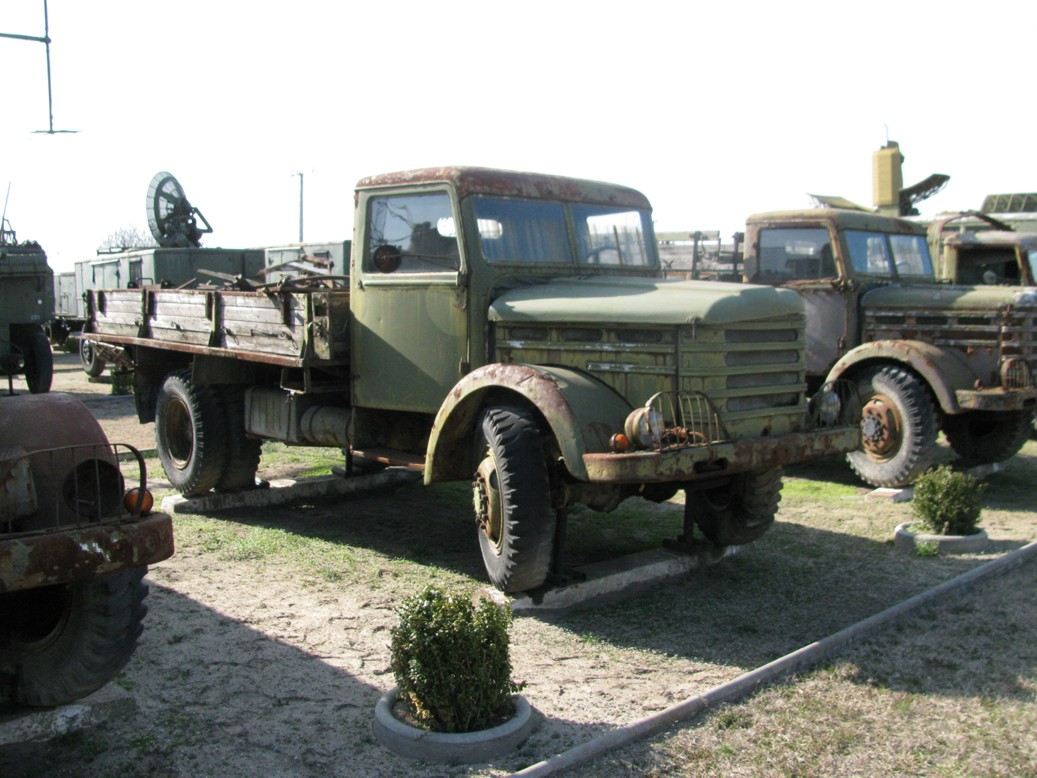
Военный грузовик Csepel D-344 в Военно-историческом парке Кечель (2012 год).
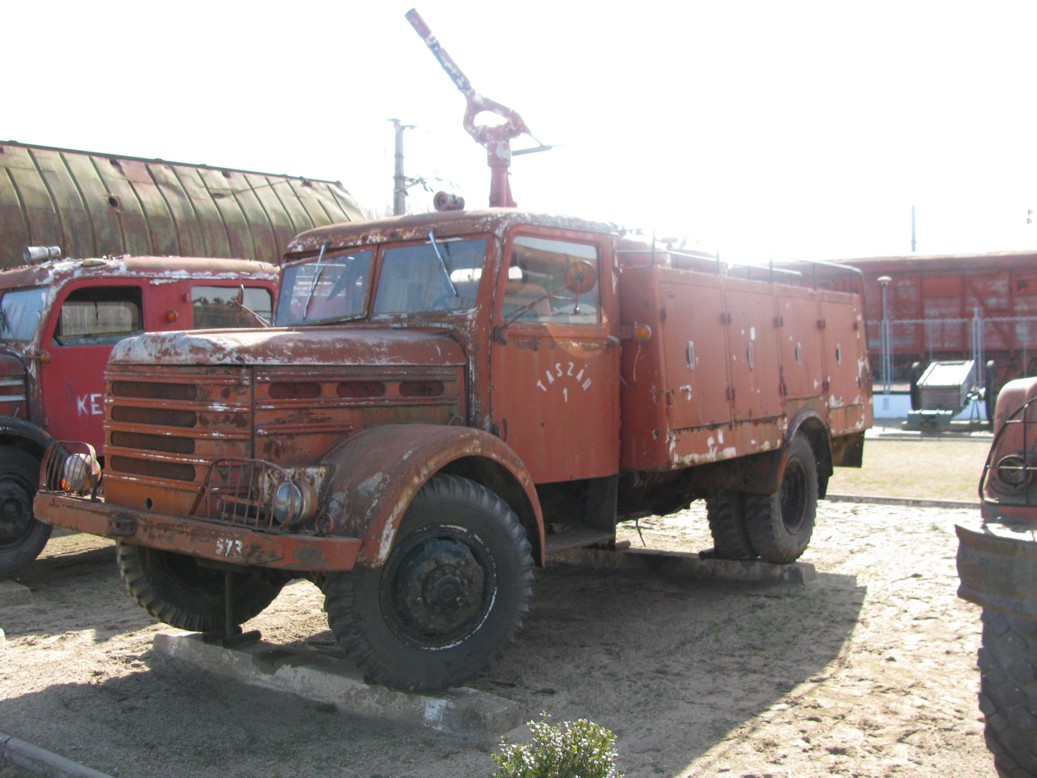
Пожарный автомобиль P-1500 N2 "TASZÁR" военного аэропорта Чепеля в Военно-историческом парке Кечель (2012 год).
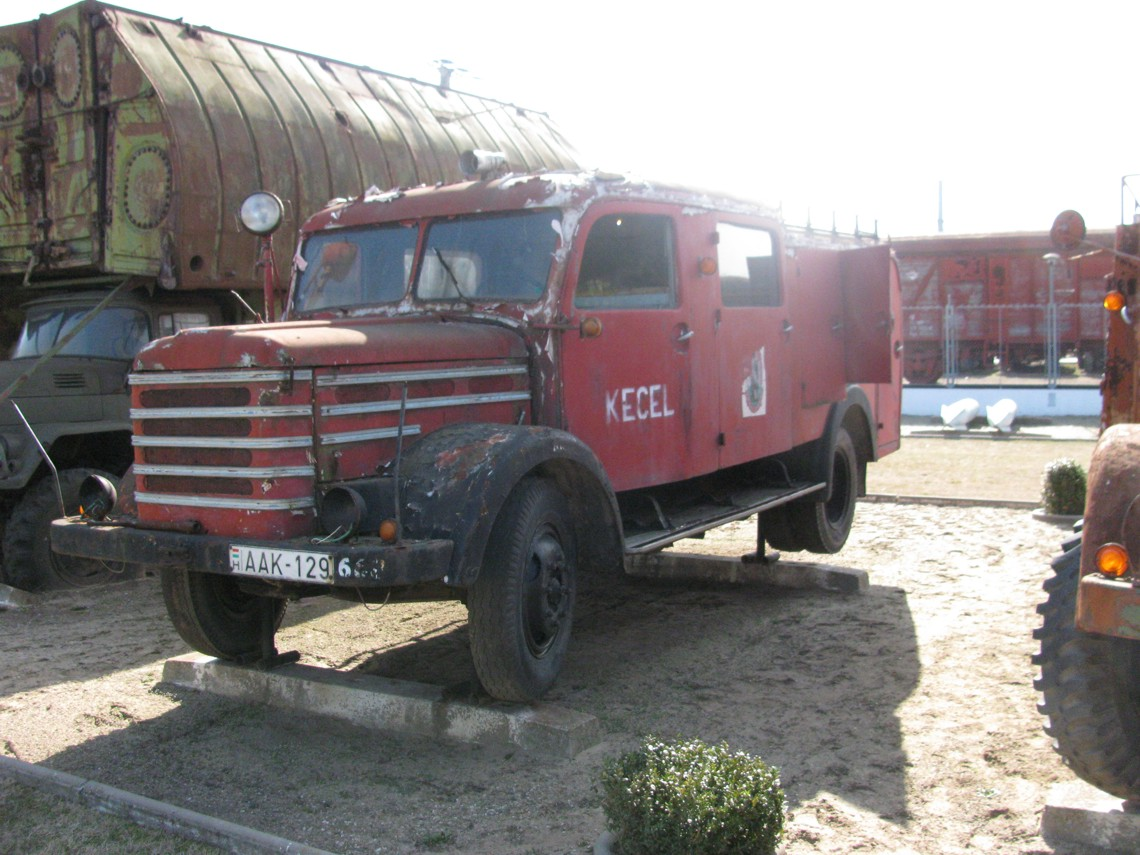
Пожарный автомобиль Csepel D-344 в Военно-историческом парке Кечель (2012 год).
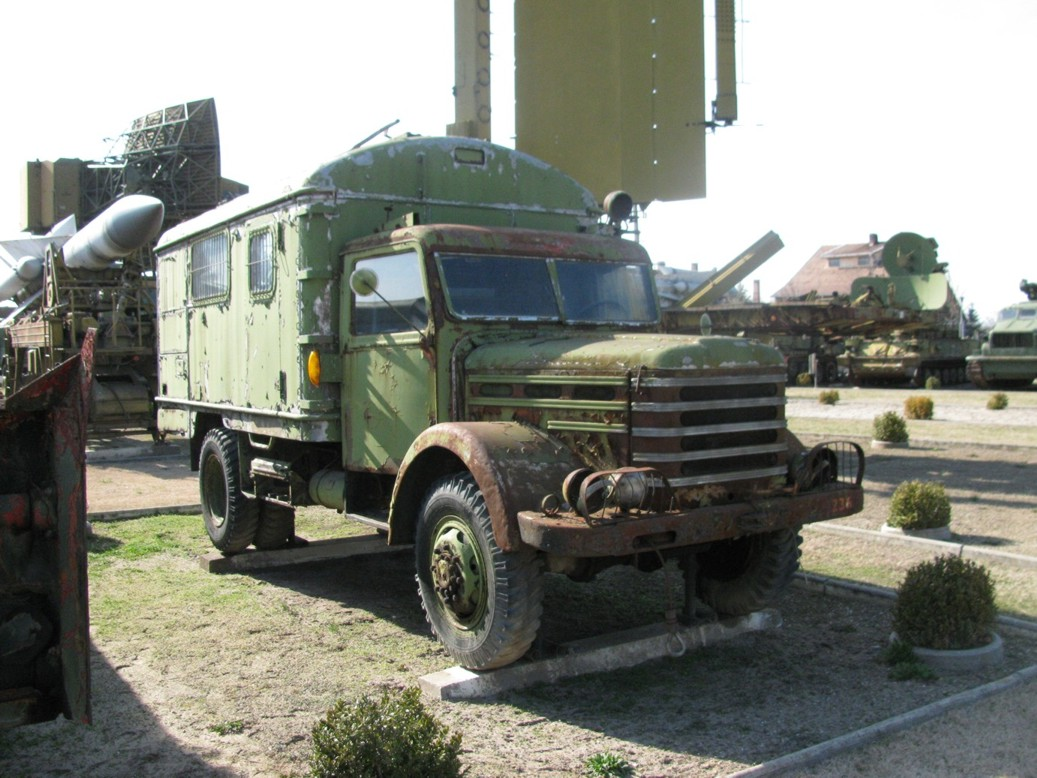
Грузовик Csepel D-344 модификации EZF в Военно-историческом парке Кечель (2012 год).
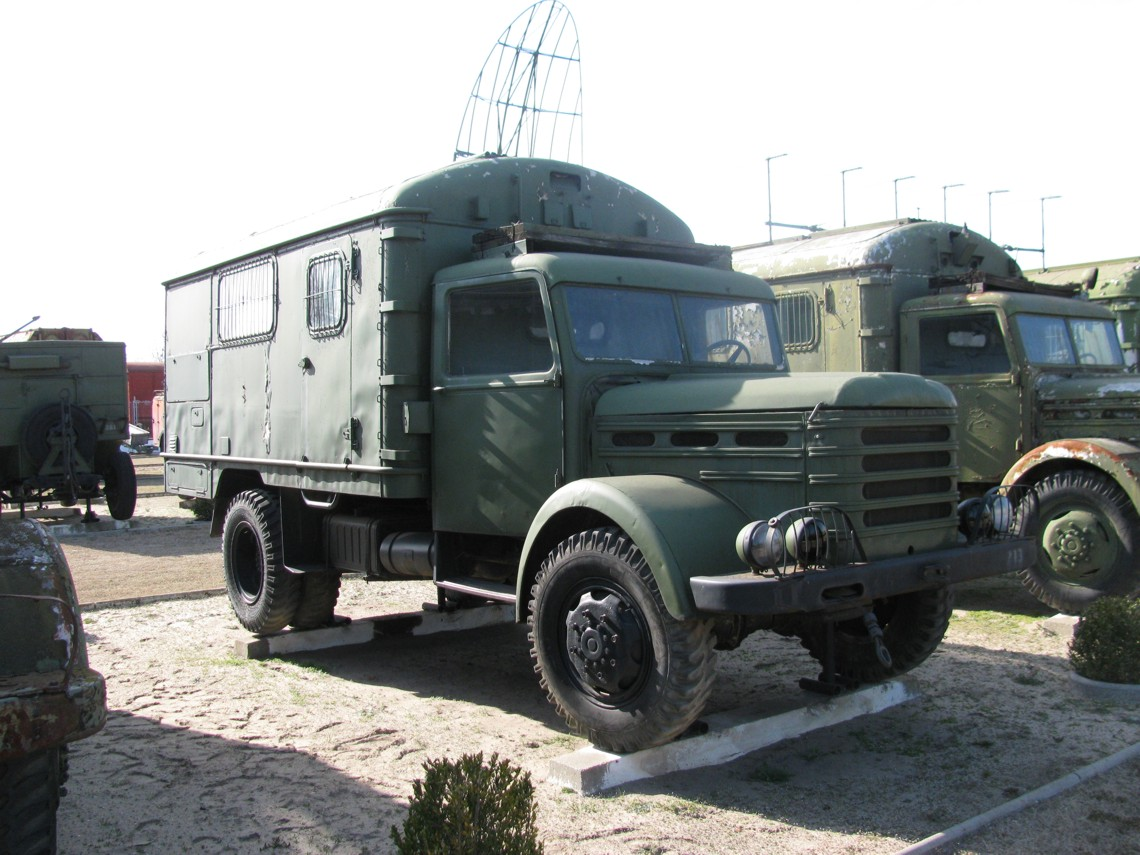
Автомобиль строительной мастерской Csepel D-346 EZF в Военно-историческом парке Кечель (2012 год).
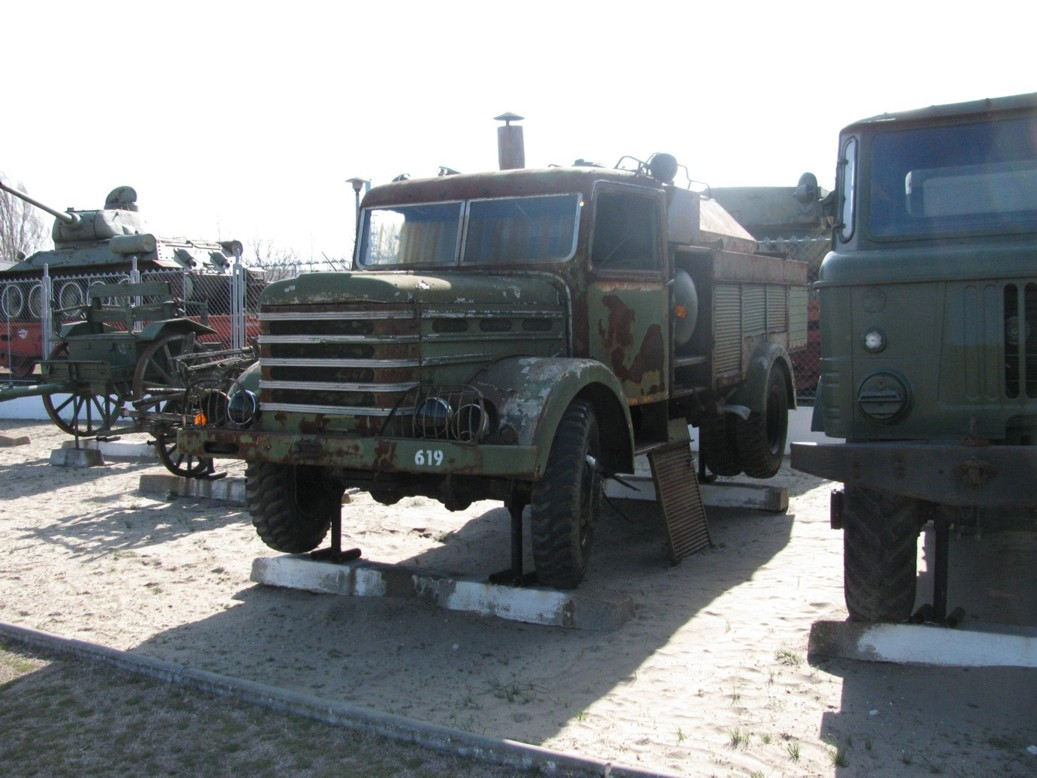
Военный грузовик химической защиты FMG-67 на шасси Csepel D-346 в Военно-историческом парке Кечель (2012 год).
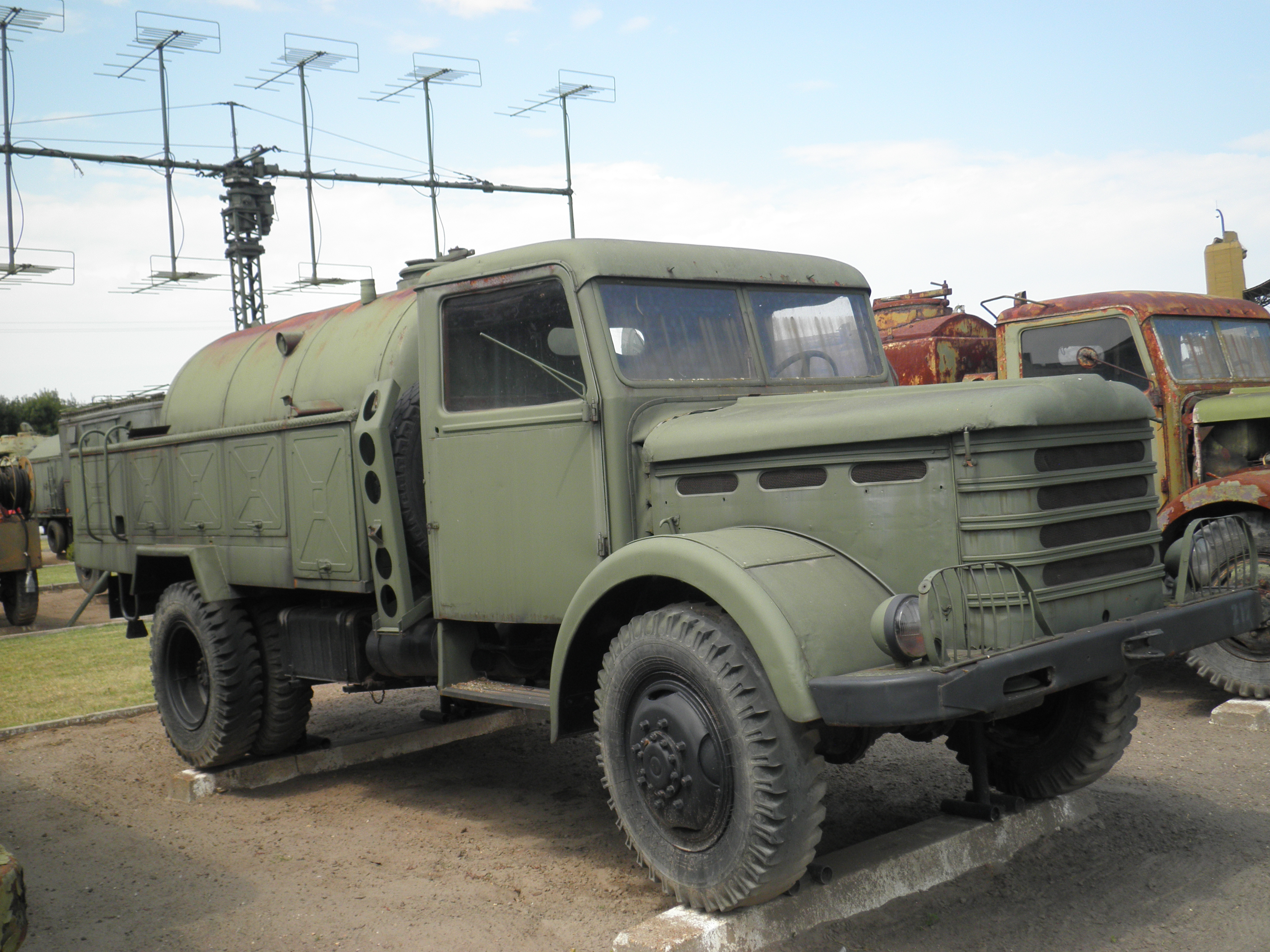
Водный транспортный грузовик Csepel D-346 в Военно-историческом парке Кечель (2011 год).
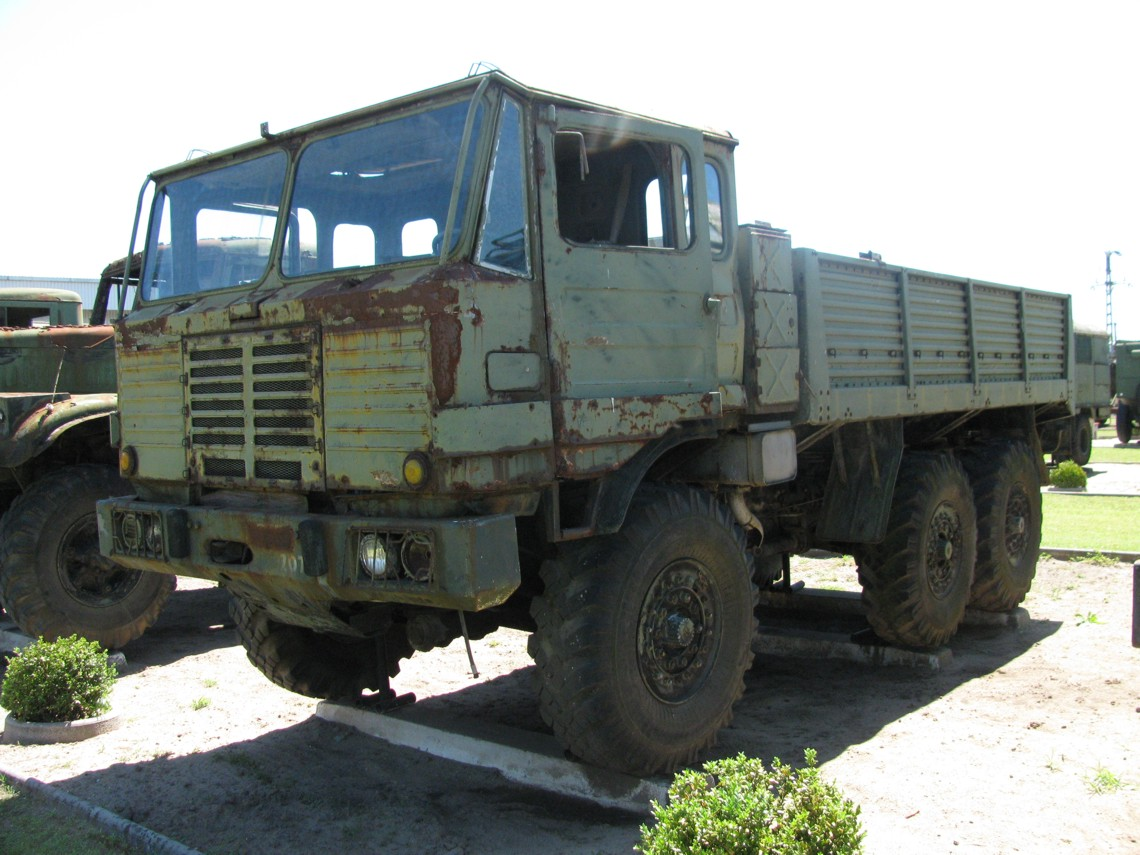
Внедорожный грузовик Csepel D-566 в Военно-историческом парке Кечель (2012 год).
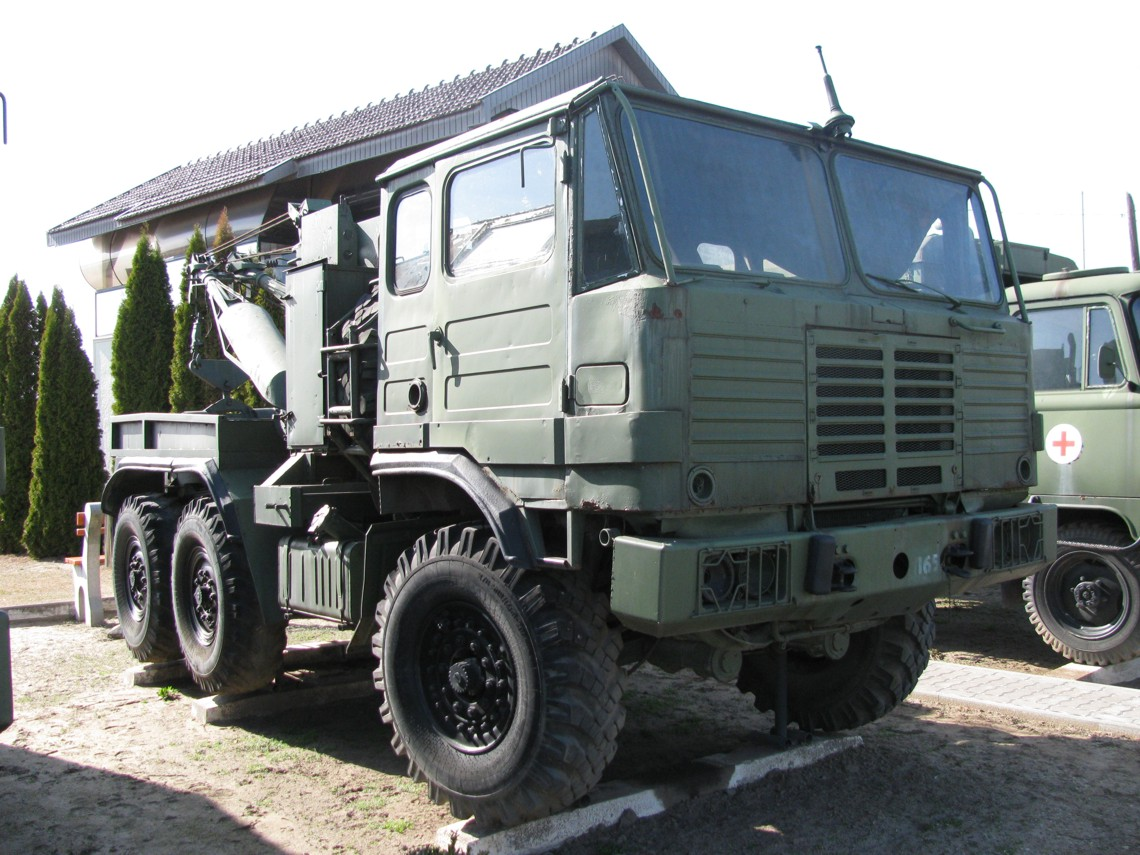
Автокран Csepel D-566 в Военно-историческом парке Кечель (2012 год).
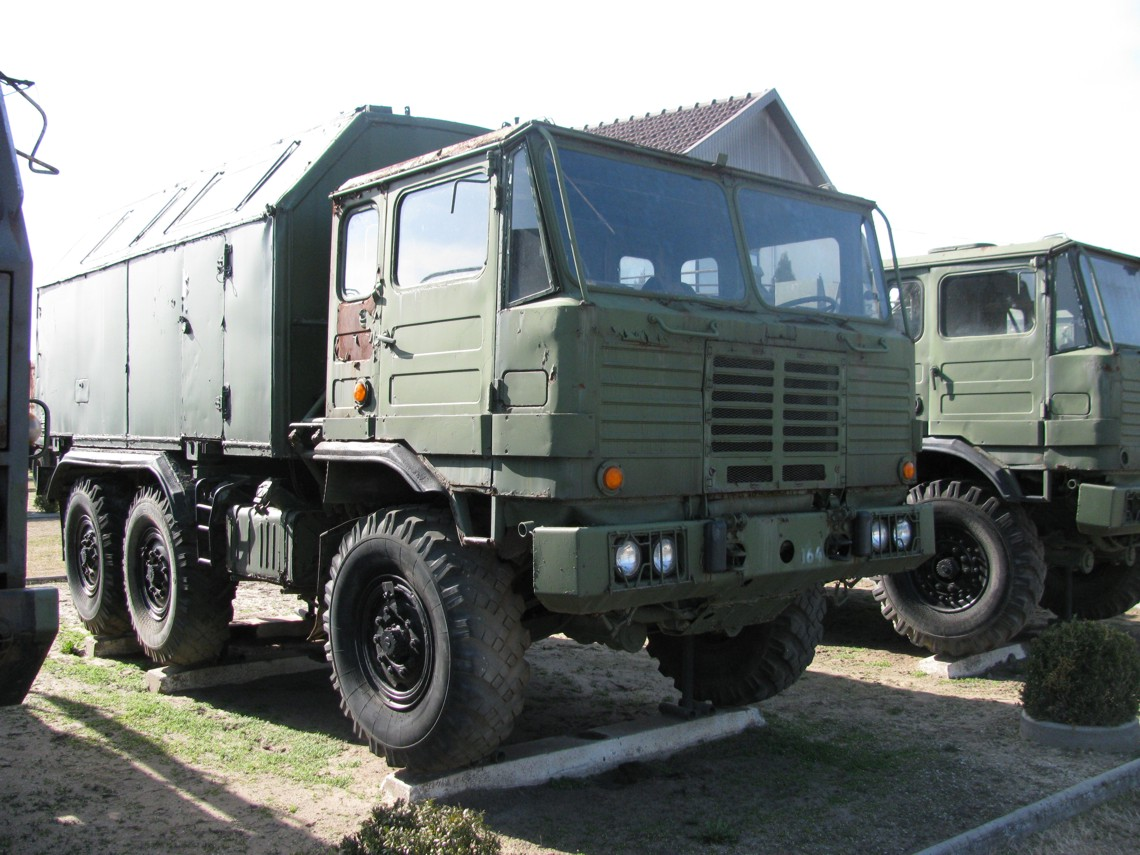
Автомобиль мастерской по техническому обслуживанию танков Csepel D-566 в Военно-историческом парке Кечель (2012 год).